# Platychelonion
Platychelonion is een geslacht van kreeftachtigen uit de klasse van de Malacostraca (hogere kreeftachtigen).

## Soort
- Platychelonion planissimum Crosnier & Guinot, 1969